# Femen
Femen (ukrainsk: Фемен), stiliseret som FEMEN, er en feministisk aktivistgruppe med erklæret mål at beskytte kvinders rettigheder. Organisationen blev internationalt kendt for at organisere kontroversielle topløse protester mod sexturisme, religiøse institutioner, sexisme, homofobi og andre sociale, nationale og internationale temaer. Gruppen blev grundlagt i Ukraine, men er i dag baseret i Paris.
Organisationen beskriver selv at den "bekæmper patriarkat i dettes tre manifestationer - seksuel udnyttelse af kvinder, diktatur og religion" og har fastslået sit mål som værende "sextremisme til gavn for kvinders rettigheder". Femenaktivister er regelmæssigt blevet tilbageholdt af politiet efter deres protester.